# Michael Laudrup
Pour les articles homonymes, voir Laudrup.
Michael Laudrup, né le 15 juin 1964 à Frederiksberg, est un footballeur international danois, devenu entraîneur.
Surnommé durant sa carrière Miki, Michelino ou encore il violino, ce milieu offensif, considéré comme l'un des plus doués de sa génération et comme le meilleur joueur de l'histoire du football danois, a évolué dans plusieurs des plus grands clubs européens, notamment la Juventus, le FC Barcelone, le Real Madrid et l'Ajax Amsterdam avec lesquels il remporte de nombreux titres. En novembre 2006, il est élu meilleur joueur danois de l'Histoire par la Fédération du Danemark de football (FDU). Son frère cadet Brian a également réussi une brillante carrière, ainsi que son père Finn.
Retiré des terrains, il choisit de devenir entraîneur faisant tout d'abord ses armes comme adjoint au sélectionneur de l'équipe du Danemark en 2002 avant d'entraîner Brøndby IF, Getafe CF, Spartak Moscou, le RCD Majorque, puis Swansea City.

## Carrière de joueur

### En club
Né à Frederiksberg près de Copenhague d'un père footballeur professionnel Finn Laudrup (19 sélections en équipe du Danemark, 6 buts de 1967 à 1979), le petit Michael Laudrup signe sa première licence au Vanløse IF. Son père devenant entraîneur-joueur de l'équipe de Brøndby en 1973, Laudrup rejoint naturellement les rangs des équipes de jeunes de ce petit club de la banlieue de la capitale danois. À 12 ans et alors que Finn Laudrup est transféré à Kjøbenhavns Boldklub (devenu depuis FC Copenhague), l'ainé des frères Laudrup le suit de nouveau dans ce club évoluant en Première Division danoise. Son frère Brian, cadet de cinq ans reste à Brøndby.
Michael Laudrup fait ses débuts dans l'équipe première du Kjøbenhavns Boldklub lors de la saison 1980-1981 et reçoit sa première cape des moins de 19 ans en février 1981. Il inscrit 3 buts durant cette première saison chez les pros avant de retourner à Brøndby pour la saison 1982-1983. Jouant 38 matches et inscrivant 24 buts (dont 15 buts en Championnat), il contribue grandement à la montée du club en Première Division danoise. Durant cette saison exceptionnelle, il est élu Joueur danois de l'année 1982.
À 19 ans et dès sa première saison pleine, il tape dans l'œil d'un des plus grands clubs du continent, la Juventus qui arrive à le faire signer en juin 1983 (il fut conseillé au président bianconero Giampiero Boniperti par un ancien entraîneur italien à la retraite au Danemark, Mario Astorri). Transféré pour 1 million de dollars, il devient alors le transfert le plus cher du Championnat danois.
Du fait d'un nombre d'étrangers trop important à Turin (la Vieille Dame comptant notamment dans ses rangs Michel Platini ou Zbigniew Boniek) Laudrup est prêté à la Lazio Rome nouvellement promu dans le Championnat d'Italie de football. Il y reste deux ans inscrivant notamment deux buts lors de son premier match à Vérone face à l'Hellas Vérone (défaite 4-2). Maintenu de justesse lors de la saison 1983-1984, les Lazialis sont relégués à l'issue de la saison 1984-1985. Malgré 60 apparitions sous le maillot bleu azur, Laudrup inscrit seulement 16 buts (dont un seul but lors de la saison 1984-1985).
Malgré ces deux années mitigées à la Lazio Rome, le départ de Zbigniew Boniek lui ouvre enfin les portes de l'équipe première de la Juventus, qu'il rejoint durant l'été 1985. Durant la saison 1985-1986, il devient Champion d'Italie et remporte la Coupe intercontinentale au côté de Gaetano Scirea, Aldo Serena et Michel Platini. Disputant 29 matches et inscrivant 7 buts, il est élu en 1985 Joueur danois de l'année.
La saison 1986-1987 est très difficile pour le Danois, victime de blessures à répétition. Il ne dispute que 20 matches sous le maillot de la Vieille Dame qui termine cette année-là deuxième derrière le SSC Napoli de Diego Maradona.
Michel Platini décide alors d'arrêter sa carrière. Avec ce départ, Laudrup reçoit les clefs du milieu de terrain de la Juve. Mais son entente avec le Gallois Ian Rush, recruté durant l'été 1987 déçoit : le Gallois inscrit 8 buts alors que le Danois ne trouve pas une seule fois le chemin des filets durant cette saison 1987-1988 ou les Turinois atteignent péniblement la sixième place au classement final de la Série A.
Après une saison 1988-1989 un peu meilleure sur le plan comptable pour la Juventus (quatrième) et le joueur (6 buts en 26 matches), Laudrup quitte la Serie A italienne pour la Liga et le FC Barcelone.
Dirigée par Johan Cruijff, l'équipe du FC Barcelone du début des années 1990 est considérée comme l'une des plus belles équipes de l'histoire du club catalan. Avec le buteur bulgare Hristo Stoichkov et le défenseur néerlandais Ronald Koeman, il est l'un des trois étrangers du club qui remportent quatre fois consécutivement la Liga (de 1991 à 1994) et triomphe sur la scène européenne. Le FC Barcelone de Cruijff remporte en effet la Coupe des clubs champions européens 1991-1992, la première de son histoire. Laudrup dispute entièrement la finale disputé 20 mai 1992 à Wembley et remportée 1-0 (après prolongations) aux dépens de la Sampdoria de Gianluca Vialli. Au sein de cette Dream Team barcelonaise où évoluent également Pep Guardiola et José María Bakero, le Danois est élu deux fois joueur du championnat espagnol de l'année. Mais en 1993, l'arrivée de Romário au sein de l'attaque barcelonaise place Laudrup sur le banc puis le pousse vers la sortie. Le nombre d'étrangers par club étant limité, il ne dispute ainsi pas la Finale de la Ligue des champions de l'UEFA 1993-1994 perdu 4-0 face au Milan AC.
À l'issue de la saison 1993-1994, il choisit de rejoindre le club rival et honni du FC Barcelone, le Real Madrid. Au côté d'Iván Zamorano, Fernando Redondo, Raúl ou Fernando Hierro, il réussit l'exploit inédit en Liga de remporter cinq titres consécutifs et sous deux maillots différents. Resté deux saisons seulement sous le maillot des Merengues, il reste encore aujourd'hui l'une des idoles du club. En 2002, et pour les cent ans du Real, le journal Marca révèle les résultats d'un sondage plaçant Michael Laudrup comme le douzième joueur préféré des socios dans l'histoire du club. Lors de la saison 1994-1995, il participe ainsi grandement au large succès madrilène 5-0 contre le Barça qui venge la déroute encaissée sur le même score lors de la saison précédente au Camp Nou. Le Danois avait participé à la rencontre mais sous le maillot... blaugrana.
À 32 ans, Michael Laudrup décide de quitter le Real Madrid pour jouer durant la saison 1996-1997 pour le club japonais du Vissel Kobe. Il n'y joue que 15 matches. Pour sa dernière saison professionnelle, Laudrup rejoint l'Ajax Amsterdam. Disputant 21 matches, il marque 11 buts, contribuant à un titre de Champion des Pays-Bas. À 34 ans et sur ce dernier titre, le Danois met fin à sa carrière.

### En équipe nationale
Michael Laudrup marque 37 buts au cours de 104 sélections pour le Danemark. Seuls Peter Schmeichel avec 129 matchs, Jon Dahl Tomasson avec 110 matchs et Thomas Helveg avec 108 matchs ont joué plus de matchs sous le maillot danois. À partir de novembre 1994, il tient le rôle de capitaine en sélection pour un total de 28 matchs jusqu'à sa retraite internationale en juin 1998.
Il a participé à plusieurs championnat d'Europe des nations avec l'équipe du Danemark, en 1984, 1988 et 1996. Il n'a pas joué l'Euro 1992 en raison d’un désaccord avec le sélectionneur (l'équipe du Danemark a remporté le titre sans lui).
Michael Laudrup a joué lors de la Coupe du monde de 1986 et la Coupe du monde de 1998.
Il a gagné la Coupe des confédérations en 1995 avec l'équipe du Danemark.

### Distinctions
En 1999, il est élu meilleur joueur étranger du championnat d'Espagne pour les 25 dernières années. En avril 2000, il est fait chevalier de l'Ordre de Dannebrog. Toujours en 1999, il est récipiendaire du Rasmus Klump Prisen.
Lors du cinquantième anniversaire de l'UEFA, en novembre 2003, il est désigné joueur en or danois, titre récompensant le joueur le plus remarquable des 50 dernières années par la Fédération du Danemark de football. Il est officiellement désigné meilleur footballeur danois de tous les temps par la fédération en novembre 2006.

## Carrière d'entraîneur
À la fin de sa carrière de joueur, Laudrup se tourne vers la fonction d'entraîneur et devient adjoint au sélectionneur de l'équipe nationale danoise. Il obtient son premier rôle d'entraîneur en 2002 à Brøndby, un de ses anciens clubs. Sous sa direction le club remporte le titre de champion en 2005 mais l'ancien joueur décide de ne pas reconduire le contrat le liant à Brøndby jusqu'en mai 2006. Avec son accord, le club décide de nommer un salon de son stade « The Michael Laudrup Lounge » en 2007.
Après plus d'un an sans club, il s'engage en juillet 2007 avec le club espagnol de Getafe. Avec ce club il connait un succès relatif en le conduisant à deux reprises en finale de la coupe d'Espagne et en le qualifiant pour la Coupe UEFA, grâce à un style de jeu offensif. Lors de la saison 2007 il atteint la finale de la coupe d'Espagne et les quarts de finale de la coupe de l'UEFA, mais ne se classe que 14e en championnat. Il quitte le club en mai 2008.
Il était sur le point de s'engager en juin 2008 pour deux ans avec le club grec du Panathinaïkos, mais son contrat a été annulé par le Panathinaïkos, à la suite d'une demande de libération en cas d'offre pour un club espagnol, demande que les dirigeants du Panathinaïkos ont refusée.
Il effectue un séjour en Russie lors de la saison 2008-2009 où il entraîne le Spartak Moscou. Lors de cette première saison, le club finit à la 8e place du Championnat russe alors qu'il était 2e en 2007 et subit une élimination précoce en quarts de finale de la coupe de Russie contre le Dynamo Moscou (défaite 3-0), à la suite de cette défaite il est limogé le 15 avril 2009.
En juin 2010, il est nommé entraîneur du RCD Majorque. Il présente sa démission le 27 septembre 2011, sa décision a été prise à la suite de différends avec le directeur sportif du club. L'année suivante, il remplace Brendan Rodgers à la tête de Swansea City. Le 24 février 2012, il remporte la Coupe de la Ligue en écrasant Bradford City (5-0). Le 4 février 2014, il est licencié.
En juillet 2014, il part au Qatar entraîner Lekhwiya ou il remporte en 2015 le titre de champion. Le 17 juin 2015, il quitte le club qatari à cause d'un désaccord sur un nouveau contrat.

## Statistiques

### Joueur
| Équipe         | Période   | Apparitions | Buts | Ratio |
| -------------- | --------- | ----------- | ---- | ----- |
| Brøndby IF     | 1982-1983 | 38          | 23   | 0.60  |
| SS Lazio       | 1983-1985 | 60          | 9    | 0.15  |
| Juventus       | 1985-1989 | 102         | 16   | 0.16  |
| FC Barcelone   | 1989-1994 | 166         | 40   | 0.24  |
| Real Madrid    | 1994-1996 | 62          | 12   | 0.19  |
| Vissel Kobe    | 1996-1997 | 15          | 6    | 0.40  |
| Ajax Amsterdam | 1997-1998 | 21          | 11   | 0.52  |
| Total          | 1982-1998 | 464         | 117  | 0.25  |

### D'entraîneur
Mis à jour le 1er septembre 2014.
| Brøndby IF     | 1er juillet 2002  | 30 juin 2006      | 187 | 105 | 41 | 41  | 56.1 |
| Getafe CF      | 2 juillet 2007    | 30 juin 2008      | 59  | 25  | 15 | 19  | 42.3 |
| Spartak Moscou | 12 septembre 2008 | 15 avril 2009     | 22  | 7   | 5  | 10  | 31.8 |
| RCD Majorque   | 2 juillet 2010    | 28 septembre 2011 | 47  | 15  | 9  | 23  | 31.9 |
| Swansea City   | 15 juin 2012      | 4 février 2014    | 84  | 29  | 24 | 31  | 34.5 |
| Total          | Total             | Total             | 399 | 181 | 94 | 124 | 45.4 |

## Palmarès joueur

### En club
- Vainqueur de la Coupe Intercontinentale en 1985 avec la Juventus Turin
- Vainqueur de la Supercoupe d'Europe en 1992 avec le FC Barcelone
- Vainqueur de la Coupe d'Europe des Clubs Champions en 1992 avec le FC Barcelone
- Champion d'Italie en 1986 avec la Juventus Turin
- Champion d'Espagne en 1991, 1992, 1993,  1994 avec le Barcelone et en 1995 avec le Real Madrid
- Champion des Pays-Bas en 1998 avec l'Ajax Amsterdam
- Vainqueur de la Coupe d'Espagne en 1990 avec le FC Barcelone
- Vainqueur de la Coupe des Pays-Bas en 1998 avec l'Ajax Amsterdam
- Vainqueur de la Supercoupe d'Espagne en 1991 et 1992 avec le FC Barcelone
- Finaliste de la Coupe Intercontinentale en 1992 avec le FC Barcelone
- Finaliste de la Coupe d'Europe des Vainqueurs de Coupe en 1991 avec le FC Barcelone

### En équipe du Danemark
- 104 sélections et 37 buts entre 1982 et 1998

### Distinctions individuelles
- Élu meilleur joueur danois de l'histoire selon la FIFA[9]
- Élu meilleur joueur étranger de Liga par le magazine Don Balón en 1992
- Élu joueur en or de l'UEFA en 2003
- Élu meilleur joueur danois de l'année en 1982 et en 1985
- Élu 55e meilleur joueur du siècle en 2000
- Élu meilleur joueur étranger de Liga sur la période 1974-1999
- Membre de l'équipe-type de la Coupe du Monde en 1998
- Nommé au FIFA 100 en 2004

## Palmarès entraîneur
- Champion du Danemark en 2005 avec Brøndby
- Champion du Qatar en 2015 avec Lekhwiya SC
- Vainqueur de la Coupe du Danemark en 2003 et en 2005 avec Brøndby
- Vainqueur de la Coupe du Qatar en 2015 avec Lekhwiya SC
- Vainqueur de la Coupe de la Ligue anglaise en 2013 avec Swansea City
- Vainqueur de la Supercoupe du Danemark en 2002 avec Brøndby

### Distinctions individuelles
- Élu meilleur entraîneur danois de l'année en 2003 et en 2005
- Élu meilleur entraîneur du mois de la Qatar Stars League en août 2014 et en décembre 2014